# Lycaena narua
Lycaena narua är en fjärilsart som beskrevs av Courvoisier 1911. Lycaena narua ingår i släktet Lycaena och familjen juvelvingar. Inga underarter finns listade i Catalogue of Life.